# 西藏擬樹蜥
西藏擬树蜥（学名：Pseudocalotes kingdonwardi）为鬣蜥科树蜥属的爬行动物。在中国大陆，分布于云南、西藏等地，常见于河谷农耕地周围的灌丛中。其生存的海拔范围为1450至2120米。该物种的模式产地在缅甸和西藏边界。

## 亚种
- 西藏擬树蜥指名亚种（学名：Pseudocalotes kingdonwardi kingdonwardi），Smith于1935年命名。该物种的模式产地在缅甸和西藏交界[2]。
- 西藏擬树蜥巴坡亚种（学名：Pseudocalotes kingdonwardi bapoensis），Yang et Su于1979年命名。在中国大陆，分布于云南等地。该物种的模式产地在云南贡山巴坡[3]。

## 保护
本种于2023年被收录入《有重要生态、科学、社会价值的陆生野生动物名录》。